# Калинина, Елена Александровна
Елена Александровна Калинина (род. 22 февраля 1978, Москва) — российская актриса театра и кино.

## Биография
Елена Калинина родилась в Москве в 1978 году.

### Образование
В 2000 году окончила Академию театрального искусства в Петербурге, класс В.Фильштинского.

### Работа в театре
С 2000 года — актриса Малого драматического театра — Театра Европы. Одна из ведущих актрис нового поколения труппы Льва Додина. Известность и признание в России и мире получила благодаря ярким актёрским работам в спектаклях по пьесам А. П. Чехова. Первый громкий успех пришёл к актрисе после исполнения роли Сони в спектакле Льва Додина «Дядя Ваня». «…Прекрасная Соня: простые, продуманные интонации, прямота, некоторая суровость, никакой сладости и поднятых к небу глаз… Эта Соня проста и горда. Давно мы не видели здесь таких упоительных молодых актрис».

 В 2007 г. после гастролей Малого драматического театра в Сиднее со спектаклем «Дядя Ваня» Елена Калинина номинировалась на Высшую национальную театральную награду Австралии.
Следующей заметной работой в театре стала роль Гитель в спектакле театра Приют Комедианта «Двое на качелях» по пьесе У. Гибсона. «По-тициановски рыжекудрая Елена Калинина (ученица Фильштинского и одна из восходящих звёзд додинского МДТ) играет Гитель образчиком неискоренимой жертвенности, существом поэтическим в главном, прозаическим в мелочах и трогательным в своей кроткой войне за любовь», — писала газета Коммерсантъ . Партнёром актрисы в этой работе стал артист Д.Воробьев. В 2005 г. их дуэт был признан лучшим актёрским ансамблем в Санкт-Петербурге и удостоен премии «Золотой софит».
В 2010 году Елена Калинина сыграла Машу в додинских «Трех сёстрах». Её трактовка образа чеховской Маши стала настоящим событием, перевернув представления об этой роли в чеховской пьесе.
«Великолепная Елена Калинина», — писали об игре Калининой в роли Маши в России. На гастролях в Париже критика была ещё более эмоциональна: «Маша? Ах, Маша Елены Калининой… Это пылкая, бурная, истинно русская душа… Зритель начинает ощущать близость с каждым из них в этом спектакле, который становится все волнительнее по мере того, как мечты рушатся одна за другой, а в конце раздаётся безумный, дикий вопль Маши при виде отъезда Вершинина, с кем она хотя бы познала любовь. Если и в этот момент у вас не ёкнет в груди, и вы не застынете в кресле, то театр явно не для вас».
В феврале 2013 года сыграла главную женскую роль в новом спектакле Льва Додина «Враг народа» по пьесе Генрика Ибсена. В социально-политической трактовке пьесы режиссёром роль жены Доктора Стокмана была серьёзно сокращена, общий рисунок мизансцен вынудил актрису значительную часть действия находиться спиной к зрительному залу. Непривычные условия заставили искать новые средства выразительности. Актрисе пришлось изменить привычную манеру игры: «Молчаливая Катрине с полуслова понимает мужа и умеет одним взглядом выразить отношение к происходящему. Непривычно сдержанно ведёт эту роль пылкая Елена Калинина, лишь изредка позволяя себе ироничную реплику или резкий жест», — писала в своей рецензии на спектакль авторитетный театральный критик Е. С. Алексеева. Актриса сумела выстроить запоминающийся образ, ставший неотъемлемой частью актёрского ансамбля постановки: «Точна работа Елены Калининой (жена Стокмана)… Актриса внутренне проживает каждое мгновение, за которым читается её жизнь: жены, создающей не только семейный уют, но являющейся опорой семьи», — отмечал рецензент «Независимой газеты».
В 2015 году Е. Калинина покинула труппу МДТ. Участвовала в театральных проектах режиссёра Андрия Жолдака. Оба спекаткля Жолдака, поставленные в 2013—2015 гг. в Санкт-Петербурге, — с её участием. В 2015 за главную роль в спектакле «Мадам Бовари» актриса номинировалась на Национальную премию «Золотая маска». Летом того же года в БДТ им. Г. А. Товстоногова состоялась премьера спектакля «Zholdak Dreams» по мотивам пьесы К. Гольдони «Слуга двух господ», где Калинина сыграла роль Беатриче.

## Личная жизнь
Живёт в Санкт-Петербурге. Муж — артист Академического Малого драматического театра — Театра Европы Павел Грязнов. Есть сын Ярослав (род. 2006).

## Театральные работы

### Малый драматический театр - Театр Европы
- 2002 Галя - «Московский хор» Л.Петрушевской. Режиссёр Игорь Коняев
- 2002 Спичка Пробкина - alter ego - «Клаустрофобия» Сценическая композиция по произведениям Владимира Сорокина, Венедикта Ерофеева, Людмилы Улицкой и Марка Харитонова. Постановка Л.А.Додина
- 2003 Соня - «Дядя Ваня» А. П. Чехова. Постановка Л.А.Додина
- 2004 Софья Александровна - «Чевенгур» пьеса Олега Сенатова по мотивам романа  А. Платонова. Постановка Л.А.Додина
- 2005 Грекова - «Пьеса без названия» А. П. Чехова. Постановка Л.А.Додина
- 2005 Дарья Павловна - «Бесы» Ф.Достоевского. Постановка Л.А.Додина
- 2006 Регана - «Король Лир» У.Шекспира. Постановка Л.А.Додина
- 2008 Анна Пряслина - «Братья и сестры» Ф.Абрамов. Постановка Л.А.Додина
- 2008 Дженевьева - «Долгий рождественский обед» Постановка С. Каргина.
- 2010 Мария Прозорова - «Три сестры» А. П. Чехова. Постановка Л.А.Додина
- 2011 Зина - «Портрет с дождём» А.Володин. Постановка Л.А.Додина
- 2013 Катрине Стокман - «Враг народа» Г.Ибсен. Постановка Л.А.Додина

### Театр Приют комедианта
- 2000 Ория - «Венецианка» Режиссёр М.Груздов
- 2004 Гитель - «Двое на качелях» У. Гибсона. Постановка В.М.Фильштинского
- 2012 Лаура - «Канкун» Ж.Гальсерана. Постановка Явора Гырдева (Болгария)
- 2015 Графиня Альмавива - «Женитьба Фигаро» П.-О. Бомарше. Постановка Василия Сенина
- 2016 Элейн Мацони, Бобби Митчел, Женет Фишер, Тельма Кэшмен - «Последний пылкий влюблённый». Постановка Павла Грязнова
- 2017 Нина - «С вечера до полудня». Постановка Марфы Горвиц
- 2019 Вий - «Вий» Н. В. Гоголь. Постановка Василия Сенина

### Санкт-Петербургский театр «Русская антреприза» имени Андрея Миронова
- 2013 Эмма Бовари - «Мадам Бовари» Режиссёр Андрий Жолдак
- 2016 Полина - Фальшивая монета. Режиссёр Юрий Цуркану
- 2017 Леканида - Воительница. Режиссёр Антон Яковлев

### Академический Большой драматический театр им. Г. А. Товстоногова
- 2015 Беатриче - «ZHOLDAK DREAMS: похитители чувств» Спектакль Андрия Жолдака

Александринский театр
- 2016 Ольга, Наташа - «По ту сторону занавеса». Спектакль Андрия Жолдака по мотивам пьесы «Три сестры» А. П. Чехова
- 2021 Зоя - «Нана». Режиссёр - Андрий Жолдак

### Михайловский театр
- 2015 - «Царь Борис» Музыкальный руководитель и дирижёр Владимир Юровский
- 2018 - «Иоланта». Режиссёр - Андрий Жолдак

### Театр Karlsson Haus
2017 Устенька - «Блаженный остров». Режиссёр — Евгений Ибрагимов

### Театр «Мастерская»
2022 Маша - «Эшелон». Режиссёр — Наталья Лапина

## Призы и награды
- Лауреат Высшей петербургской театральной премии «Золотой софит» (2003). Специальный приз жюри за исполнение роли Сони в спектакле «Дядя Ваня»[12]
- Лауреат Высшей петербургской театральной премии «Золотой софит» (2005). В номинации "Лучший актерский ансамбль" (спектакль «Двое на качелях», театр Приют комедианта)[13]
- Диплом кинофорума «Золотой Витязь» (2005). За лучшую главную женскую роль (Сима) кинокартина Красное небо. Чёрный снег[14].
- Лауреат XII российского кинофестиваля «Литература и кино» (2006). Лучшая женская роль (Сима) кинофильм Красное небо. Чёрный снег[14]
- Helpmann Awards (Australia) Best female actor in a play (nomination) - Sonya Uncle Vanya, Sydney Festival, Maly Drama Theatre 2007
- Лауреат Независимой Молодёжной премии «Триумф»(2008). За высшие достижения в области культуры и искусства[15]
- Приз зрительских симпатий - 2010 Санкт-Петербургского общества "Театрал". За исполнение роли Маши в спектакле "Три сестры"[16]
- Номинант Российской национальной театральной премии «Золотая маска» 2015 г. (лучшая женская роль) за роль Эммы в спектакле «Мадам Бовари» в театре Русская антреприза имени Андрея Миронова
- Номинант Российской национальной театральной премии «Золотая маска» 2022 г. (лучшая женская роль второго плана) за роль Зои в спектакле «Нана» Александринского театра.

## Фильмография
- 2003 — Красное небо. Чёрный снег — Сима Краева — главная роль; реж. В. Г. Огородников. (Диплом «кинофорума Золотой Витязь» за лучшую главную женскую роль 2005 г. Приз за лучшую женскую роль на к.ф. г Гатчина 2006 г.)
- 2007 — Счастье моё - Аля; реж С.Титаренко.
- 2008 — Литейный, 4 (сериал, 2 сезон, 6 серия) - Ирина; реж.А.Астраханцев
- 2009 — Брачный контракт (сериал, 12 серия) - Наташа; реж А.Черных
- 2009 — Шпильки - Люда; реж. А.Коршунов.
- 2009 — Никто не придёт назад - Иоланта; реж. Д.Долинин.
- 2010 — История зечки (Жить сначала) - Мария Ивановна Машкевич - Зубстатив, учительница немецкого; реж. В.Бутурлин
- 2011 — Суходол — Тоня — главная роль; реж. А.Стреляная.
- 2011 — Чужой район (сериал, 10 серия) - Вера Кострова; реж. Андрей Коршунов, Максим Бриус
- 2011 — Приставы (сериал, 4 серия) - Мария; реж. И.Бурлов, С.Бубнова
- 2011 — Прянички - Аня; реж. П.Шерешевский
- 2013 — Время Синдбада - Салима; реж. О.Кандидатова
- 2013 — Тайны следствия-13 - Валентина Ильинична; реж. Рената Грицкова, Андрей Элинсон, Ольга Кандидатова
- 2014 — Григорий Р. (сериал, 6 серия) - жена Симановича; А.Малюков
- 2015 — Спутники (сериал, 1,3, 5, 8 серии), - Евдокия Семёновна, реж. Иван Шурховецкий
- 2017 — Игра в фантазию (документальный фильм), - играет саму себя; реж. Ксения Дегтярева
- 2018 — Свои-1 (сериал, 9 серия), - Светлана Гринько; реж. Петр Забелин, Павел Смирнов (II), Денис Скворцов, Армен Арутюнян (II)
- 2019 — Великолепная пятёрка (сериал, 31 серия), - Милена; реж. Сергей Полуянов (II), Дмитрий Аверин (II)
- 2019 — Охота на певицу (сериал, 1, 2, 3, 4, 5, 6, 9, 11, 12, 14, 15, 16 серии), - Ева Альба, мать Немчиха, бывшая актриса; реж. Александр Касаткин
- 2020 — Спросите медсестру (сериал, 7 серия), - мать, потерявшая дочь; реж. Дмитрий Петрунь, Ольга Кандидатова
- 2021 — Выхожу на бой! (короткометражный фильм), - Лена; реж. Ольга Гагарина
- 2021 — Анна Медиум (сериал), - Василиса Мухина; реж. Елена Николаева
- 2021 — Седьмая симфония (сериал, 6 серия), - Елена Корнейчук, жена Корнейчука; реж. Александр Котт
- 2023 — Портрет (короткометражный фильм), - психотерапевт; реж. Наталья Вишня
- 2024 — Столыпин (сериал, 5 серия), - Фейга Элькина; реж. Алексей Андрианов
- 2025 — Шаг на сцену (документальный фильм), - играет саму себя; реж. Ксения Дегтярева